# 機場線 (名古屋鐵道)
機場線或空港線（日语：／ Kūkō sen */?）是一條由名古屋鐵道（名鐵）於2005年起營運的機場接駁鐵路線，是名鐵為了服務同年啟用的中部國際機場，而從既有的常滑線續建的延伸線。機場線的路線起點是常滑線的終點常滑車站，而終點則是位在中部國際機場正中央的中部國際機場站，全程共設3站，路線長度4.2公里。
在運務配置上，所有行駛於機場線上的各等級列車都是與常滑線直通運行，不用到常滑轉車就能直達市中心，其中也包括中部國際機場接駁專用、自岐阜方面發車、途經名古屋之後抵達機場的快速特急列車「μ-SKY號」（ミュースカイ）。

## 路線資料
- 管轄（事業類別）：名古屋鐵道（第二種鐵道事業者）、中部國際空港連絡鐵道（第三種鐵道事業者）
- 路線距離（營業距離）：4.2公里
- 軌距：1067毫米
- 站數：3個（包括起終點站）
- 複線路段：全線
- 電氣化路段：全線（直流1500V）
- 最高速度：120公里/小時

## 車站列表
- 所有車站都位於愛知縣常滑市。
- 停靠站以2011年12月17日為準。
- 普通列車全站停車（表中省略）。

範例
停靠站 … ●：標準停靠站 △：特別停靠站 ｜：通過
| 車站編號                 | 中文站名     | 日文站名 | 英文站名 | 站間距離 | 營業距離 | 準急 | 急行 | 快速急行 | 特急 | μSKY | 接續路線            | 所在地       |
| ------------------------ | ------------ | -------- | -------- | -------- | -------- | ---- | ---- | -------- | ---- | ---- | ------------------- | ------------ |
| 常滑線太田川方向直通運行 |              |          |          |          |          |      |      |          |      |      |                     |              |
| TA22                     | 常滑         |          |          | -        | 0.0      | ●    | ●    | ●        | ●    | △    | 名古屋鐵道： 常滑線 | 愛知縣常滑市 |
| TA23                     | 臨空常滑     |          |          | 1.6      | 1.6      | ●    | ●    | ｜       | ｜   | ｜   |                     | 愛知縣常滑市 |
| TA24                     | 中部國際機場 |          |          | 2.6      | 4.2      | ●    | ●    | ●        | ●    | ●    |                     | 愛知縣常滑市 |

## 關連項目
- 日本鐵路線列表
- 日本鐵路車站列表